# Ebbsfleet Valley
Ebbsfleet Valley är en ort i grevskapet Kent i sydöstra England. Orten ligger i distriktet Dartford, cirka 6,5 kilometer öster om Dartford och cirka 4,5 kilometer väster om Gravesend. Tätorten (built-up area) hade 2 989 invånare vid folkräkningen år 2021.